# Studland
Studland ist ein kleines Küstendorf auf der Isle of Purbeck in der Grafschaft Dorset, an der Südküste von England. 
Es ist bekannt für seine drei Strände an der Studland Bay (South Beach, Middle Beach und Knoll Beach) und für sein Naturschutzgebiet Studland and Godlingston Heath. Studland liegt etwa 4 km nördlich von Swanage, und etwa 8 km südlich der großen Städte Poole und Bournemouth. Die Studland Bay ist Teil der Jurassic Coast (ein Weltnaturerbe).
In der Nähe von Studland befinden sich Poole Harbour im Norden, Corfe Castle im Westen, Old Harry Rocks im Osten und Ballard Down, Swanage Bay, Durlston Bay sowie Durlston Country Park im Süden.

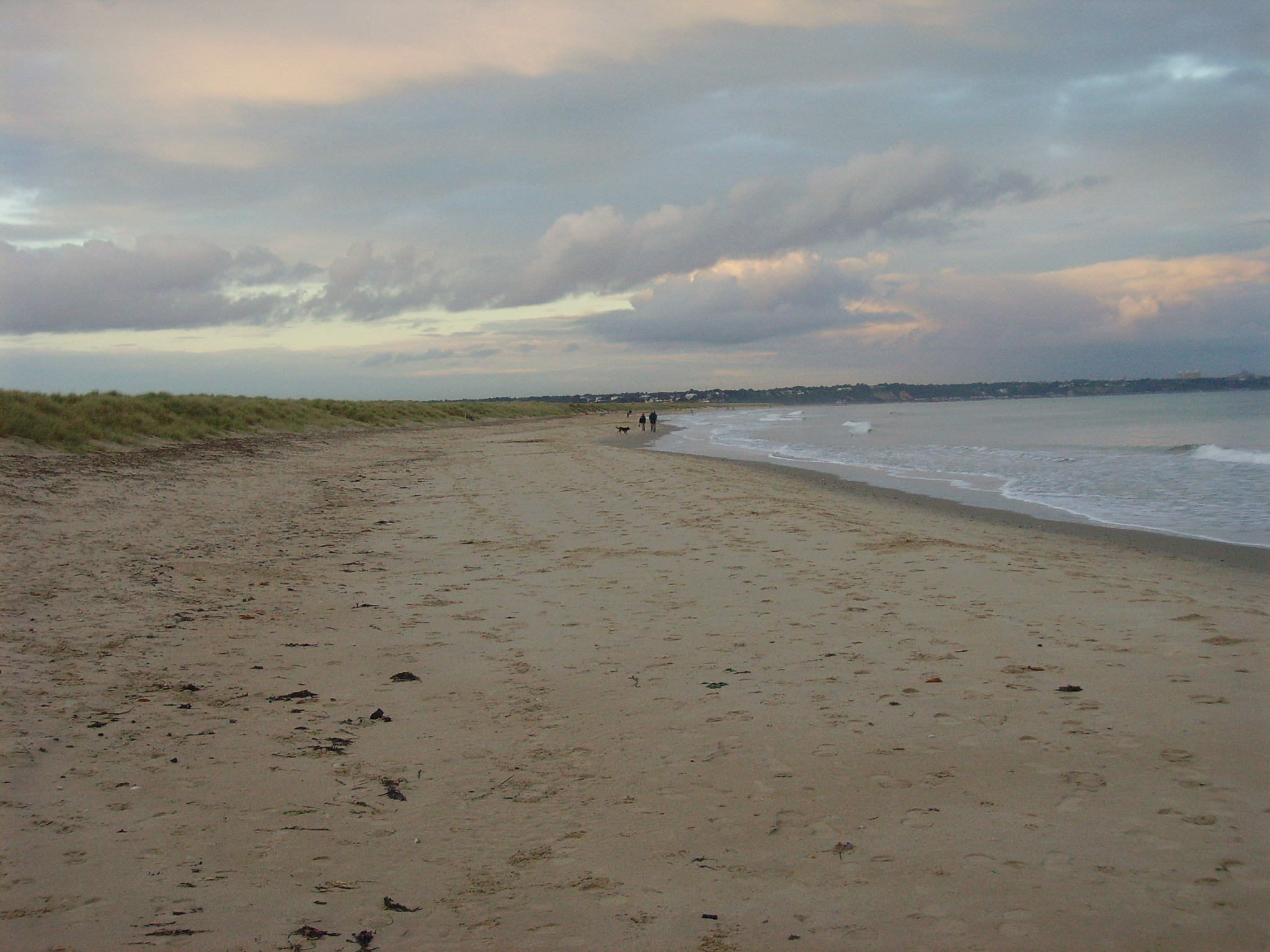
Studland, Middle Beach